# Jüdische Gemeinde Archshofen
Die Jüdische Gemeinde in Archshofen, einem Stadtteil von Creglingen, bestand ab dem Ende des 17. Jahrhunderts bis 1941/42.

## Geschichte

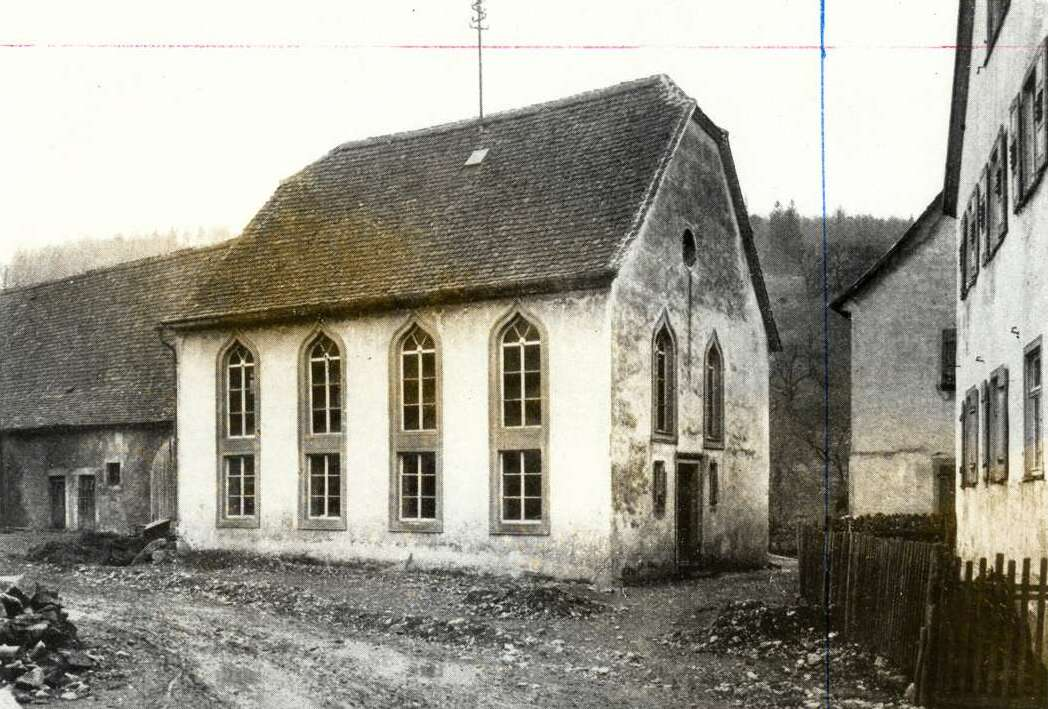
Synagoge in Archshofen (1932)

### Historische Entwicklung der jüdischen Gemeinde
In Archshofen ist eine jüdische Gemeinde ab dem Ende des 17. Jahrhunderts bekannt. Erstmals werden 1696 Juden in Archshofen genannt. Archshofen hatte um 1900 über 100 ortsansässige Juden, die eine eigene jüdische Schule, die Synagoge Archshofen und ein rituelles Bad besaßen. Ein eigener Religionslehrer war in der Gemeinde angestellt, der zugleich als Vorbeter und Schochet tätig war. Die Gemeinde gehörte zum Bezirksrabbinat Mergentheim. Die verstorbenen Angehörigen wurden auf dem jüdischen Friedhof Creglingen beigesetzt, teilweise auch auf dem jüdischen Friedhof Niederstetten. Möglicherweise gab es in früheren Jahrhunderten auch einen eigenen Friedhof, da zwei Äcker auf der Höhe südlich von Archshofen den Namen "Judenkirchhof" tragen. 1933 lebten noch 23 jüdische Personen in Archshofen. Die letzten fünf jüdischen Einwohner Archshofens wurden 1941 und 1942 ins KZ Riga-Kaiserwald und KZ Theresienstadt deportiert.

### Opfer des Holocaust
Von den jüdischen Personen, die in Archshofen geboren wurden oder längere Zeit im Ort wohnten, kamen in der Zeit des Nationalsozialismus die folgenden 26 Personen beim Holocaust nachweislich ums Leben: Ruth Frank geb. Güthermann (1913), Selma Gerstle geb. Löwenthal (1874), Malchen Goldschmidt geb. Rosenheimer (1888), Sophie Gottlieb geb. Güthermann (1864), Hermann Güthermann (1870), Klara Güthermann geb. Friedmann (1881), Lene Güthermann (1866), Siegfried Güthermann (1874), Meta Kahn (1886), Lina Kaufmann geb. Löwenthal (1872), Lippmann Kohn (1885), Moritz Friedrich Kohn (1880), Rosa Kohn geb. Lindauer (1898), Betty Löwenthal geb. Stadecker (1876), Gretchen Löwenthal geb. Lehmann (1870), Ricka Mayer geb. Levi (1862), Gretchen Neckarsulmer geb. Kohn (1883), Emil Oberndörfer (1877), Michael Oberndörfer (1877), Regina Oberndörfer geb. Kahn (1883), Sophie Pfeiffer geb. Kahn (1878), Max Rosenheimer (1907), Vera Scheidt geb. Löwenthal (1875), Rosa Schwab geb. Rosenheimer (1878), Irma Schwarz geb. Oberndörfer (1900) und Therese Westheimer geb. Rosenheimer (1875).

### Synagoge
Die Synagoge in Archshofen wurde ab dem Jahre 1952 als Geräteraum der Feuerwehr und als Klassenzimmer für die Unterklasse genutzt. Seit 1985, nach abermaligem Umbau, ist die Synagoge im Besitz des Kleintierzuchtvereins und findet Verwendung als Ausstellungsraum und Vereinslokal. Eine Gedenktafel neben der Eingangstür weist auf die jüdische Vergangenheit hin.